# Esporte Clube Nacional
O Esporte Clube Nacional é um clube brasileiro de futebol, da cidade de Cruz Alta, no interior do Estado do Rio Grande do Sul.

## Títulos

### Estaduais
- Campeonato Gaúcho - Série A2: 1957.
- Campeonato Gaúcho - Série A2: Vice-Campeonato Gaúcho 2ª Divisão: 1959.
- Campeonato Citadino de Cruz Alta: 13 vezes (1943, 1944, 1947, 1948, 1949, 1950, 1952, 1953, 1957, 1959, 1960, 1961 e 1971).

## Rivalidade
Seu principal rival é o Sport Club Guarany, da mesma cidade, com o qual realiza o clássico Gua-Nal.